# وب وست
وب وست (به انگلیسی: Wide West) یک کشتی بود که طول آن ۲۱۸ فوت (۶۶ متر) بود. این کشتی در سال ۱۸۷۷ ساخته شد.